# Bethesda Softworks
Bethesda Softworks is een Amerikaans computerspeluitgever gevestigd in Rockville, Maryland. Het bedrijf staat vooral bekend om de The Elder Scrolls-serie en de Fallout-serie. Tot 2001 was Bethesda Softworks ook een computerspelontwikkelaar.

## Geschiedenis
Bethesda Softworks werd opgericht door Christopher Weaver in 1986 in de plaats Bethesda. Het begon als een divisie van Media Technology Limited, een internationaal onderzoeksbureau opgericht door leden van de "Architecture Machine Group" van het Massachusetts Institute of Technology (MIT).
In eerste instantie wilde Weaver het bedrijf "Softworks" noemen, maar deze naam bleek al bezet. Later werd de naam Bethesda toegevoegd, en deze naam is gebleven.
In 2001 werden alle ontwikkelaars van Softworks verplaatst naar het nieuw opgerichte Bethesda Game Studios. Bethesda Softworks en Bethesda Game Studios werden hierdoor gescheiden in respectievelijk een uitgeverij en een ontwikkelbedrijf.
Op 21 september 2020 werd aangekondigd dat Xbox Game Studios een akkoord heeft bereikt om ZeniMax Media over te nemen voor 7,5 miljard $. Op 9 maart 2021 kondigden ze aan dat de overname volledig rond was.

## Uitgebrachte spellen
| Spellen uitgegeven voor de splitsing met Bethesda Game Studios | Spellen uitgegeven voor de splitsing met Bethesda Game Studios | Spellen uitgegeven voor de splitsing met Bethesda Game Studios | Spellen uitgegeven voor de splitsing met Bethesda Game Studios |
| Release                                                        | Titel                                                          | Platform(s)                                                    | Ontwikkelaar                                                   |
| -------------------------------------------------------------- | -------------------------------------------------------------- | -------------------------------------------------------------- | -------------------------------------------------------------- |
| 1986                                                           | Gridiron!                                                      | Amiga, Atari ST, Commodore 64                                  | Bethesda Softworks                                             |
| 1988                                                           | Wayne Gretzky Hockey                                           | Amiga, Atari ST, MS-DOS, NES                                   | Bethesda Softworks                                             |
| 1990                                                           | Wayne Gretzky Hockey 2                                         | MS-DOS                                                         | Bethesda Softworks                                             |
| 1990                                                           | Hockey League Simulator                                        | Amiga, MS-DOS                                                  | Bethesda Softworks                                             |
| 1991                                                           | The Terminator                                                 | MS-DOS                                                         | Bethesda Softworks                                             |
| 1991                                                           | Wayne Gretzky Hockey 3                                         | MS-DOS                                                         | Bethesda Softworks                                             |
| 1991                                                           | Home Alone                                                     | NES                                                            | Bethesda Softworks                                             |
| 1991                                                           | NCAA Basketball: Road To The Final Four ('91/'92 Edition)      | MS-DOS                                                         | Bethesda Softworks                                             |
| 1992                                                           | Terminator 2029                                                | MS-DOS                                                         | Bethesda Softworks                                             |
| 1992                                                           | Hockey League Simulator 2                                      | MS-DOS                                                         | Bethesda Softworks                                             |
| 1993                                                           | The Terminator: Rampage                                        | MS-DOS                                                         | Bethesda Softworks                                             |
| 1993                                                           | The Elder Scrolls I: Arena                                     | MS-DOS                                                         | Bethesda Softworks                                             |
| 1994                                                           | NCAA: Road to the Final Four 2                                 | MS-DOS                                                         | Bethesda Softworks                                             |
| 1994                                                           | Delta V                                                        | MS-DOS                                                         | Bethesda Softworks                                             |
| 1995                                                           | Terminator: Future Shock                                       | MS-DOS                                                         | Bethesda Softworks                                             |
| 1996                                                           | SkyNET                                                         | MS-DOS                                                         | Bethesda Softworks                                             |
| 1996                                                           | The Elder Scrolls II: Daggerfall                               | MS-DOS                                                         | Bethesda Softworks                                             |
| 1997                                                           | The Elder Scrolls Legends: Battlespire                         | MS-DOS, Windows                                                | Bethesda Softworks                                             |
| 1997                                                           | PBA Bowling                                                    | Windows                                                        | Bethesda Softworks                                             |
| 1997                                                           | XCar: Experimental Racing                                      | MS-DOS                                                         | Bethesda Softworks                                             |
| 1998                                                           | Burnout: Championship Drag Racing                              | MS-DOS                                                         | Bethesda Softworks                                             |
| 1998                                                           | The Elder Scrolls Adventures: Redguard                         | Windows                                                        | Bethesda Softworks                                             |
| 1998                                                           | Symbiocom                                                      | Windows                                                        | Istvan Pely Productions                                        |
| 1998                                                           | Zero Critical                                                  | Windows                                                        | Istvan Pely Productions                                        |
| 1999                                                           | Magic & Mayhem                                                 | Windows                                                        | Mythos Games                                                   |
| 1999                                                           | NIRA Intense Import Drag Racing                                | Windows                                                        | Bethesda Softworks                                             |
| 1999                                                           | Skip Barber Racing                                             | Windows                                                        | Bethesda Softworks                                             |
| 2000                                                           | IHRA Drag Racing                                               | PlayStation, Windows                                           | Bethesda Softworks                                             |
| 2000                                                           | PBA Bowling 2                                                  | Windows                                                        | Bethesda Softworks                                             |
| 2000                                                           | PBA Bowling 2001                                               | Windows                                                        | Bethesda Softworks                                             |
| 2000                                                           | Sea Dogs                                                       | Windows                                                        | Akella                                                         |
| 2001                                                           | IHRA Motorsports                                               | Windows                                                        | Bethesda Softworks                                             |
| 2001                                                           | IHRA Drag Racing 2                                             | PlayStation 2                                                  | Bethesda Softworks                                             |
| 2001                                                           | Echelon                                                        | Windows                                                        | MADia Entertainment                                            |

| Release | Titel                                                | Platform(s)                                                                | Ontwikkelaar                   |
| ------- | ---------------------------------------------------- | -------------------------------------------------------------------------- | ------------------------------ |
| 2002    | The Elder Scrolls III: Morrowind                     | Windows, Xbox                                                              | Bethesda Game Studios          |
| 2003    | IHRA Drag Racing 2004                                | Xbox                                                                       | Digital Dialect                |
| 2003    | Pirates of the Caribbean                             | Windows, Xbox                                                              | Akella                         |
| 2004    | IHRA Drag Professional Racing 2005                   | PlayStation 2, Xbox                                                        | Bethesda Game Studios          |
| 2006    | The Elder Scrolls IV: Oblivion                       | PlayStation 3, Windows, Xbox 360                                           | Bethesda Game Studios          |
| 2006    | Call of Cthulhu: Dark Corners of the Earth           | Windows                                                                    | Headfirst Productions          |
| 2006    | IHRA Drag Racing: Sportsman Edition                  | PlayStation 2, Windows, Xbox                                               | Bethesda Game Studios          |
| 2006    | Pirates of the Caribbean: The Legend of Jack Sparrow | PlayStation 2, Windows                                                     | 7 Studios, Buena Vista Games   |
| 2006    | Star Trek: Encounters                                | PlayStation 2                                                              | 4J Studios                     |
| 2006    | Star Trek: Tactical Assault                          | Nintendo DS, PlayStation Portable                                          | Quicksilver Software           |
| 2006    | Star Trek: Legacy                                    | Windows, Xbox 360                                                          | Mad Doc Software               |
| 2007    | Star Trek: Conquest                                  | PlayStation 2, Wii                                                         | 4J Studios                     |
| 2008    | Fallout 3                                            | PlayStation 3, Windows, Xbox 360                                           | Bethesda Game Studios          |
| 2009    | Wet                                                  | PlayStation 3, Xbox 360                                                    | Artificial Mind and Movement   |
| 2009    | Rogue Warrior                                        | PlayStation 3, Windows, Xbox 360                                           | Rebellion Developments         |
| 2010    | Fallout: New Vegas                                   | PlayStation 3, Windows, Xbox 360                                           | Obsidian Entertainment         |
| 2011    | Brink                                                | PlayStation 3, Windows, Xbox 360                                           | Splash Damage                  |
| 2011    | Hunted: The Demon's Forge                            | PlayStation 3, Windows, Xbox 360                                           | inXile Entertainment           |
| 2011    | Rage                                                 | PlayStation 3, Windows, Xbox 360                                           | id Software                    |
| 2011    | The Elder Scrolls V: Skyrim                          | PlayStation 3, PlayStation 4, Windows, Xbox 360, Xbox One                  | Bethesda Game Studios          |
| 2012    | Dishonored                                           | Nintendo Switch, PlayStation 3, PlayStation 4, Windows, Xbox 360, Xbox One | Arkane Studios                 |
| 2016    | Doom                                                 | PlayStation 3, PlayStation 4, Windows, Xbox One                            | id Software                    |
| 2014    | The Elder Scrolls Online                             | OS X, PlayStation 4, Windows, Xbox One                                     | ZeniMax Online Studios         |
| 2014    | Wolfenstein: The New Order                           | PlayStation 3, PlayStation 4, Windows, Xbox 360, Xbox One                  | MachineGames                   |
| 2014    | The Evil Within                                      | PlayStation 3, PlayStation 4, Windows, Xbox 360, Xbox One                  | Tango Gameworks                |
| 2015    | Fallout Shelter                                      | Android, iOS                                                               | Bethesda Game Studios          |
| 2015    | Fallout 4                                            | PlayStation 4, Windows, Xbox One                                           | Bethesda Game Studios          |
| 2016    | Dishonored 2                                         | PlayStation 4, Windows, Xbox One                                           | Arkane Studios                 |
| 2017    | The Elder Scrolls: Legends                           | Android, iOS, macOS, Windows                                               | Dire Wolf Digital              |
| 2017    | Prey                                                 | PlayStation 4, Windows, Xbox One                                           | Arkane Studios                 |
| 2017    | Wolfenstein II: The New Colossus                     | Nintendo Switch, PlayStation 4, Windows, Xbox One                          | MachineGames                   |
| 2018    | The Elder Scrolls: Blades                            | Android, iOS                                                               | Bethesda Game Studios          |
| 2018    | Fallout 76                                           | PlayStation 4, Windows, Xbox One                                           | Bethesda Game Studios          |
| 2019    | Rage 2                                               | PlayStation 4, Windows, Xbox One                                           | Avalanche Studios, id Software |
| 2019    | Quake Champions                                      | Windows                                                                    | id Software                    |
| 2020    | DOOM Eternal                                         | PlayStation 4, Windows, Xbox One                                           | Bethesda Game Studios          |
| 2023    | Redfall                                              | Windows, Xbox Series S\|X                                                  | Arkane Studios                 |
| 2023    | Starfield                                            | Windows, Xbox Series S\|X                                                  | Bethesda Game Studios          |
| 2025    | The Elder Scrolls IV: Oblivion Remastered            | Windows, PlayStation 5, Xbox Series S\|X                                   | Bethesda Game Studios, Virtuos |
| N.n.b.  | The Elder Scrolls VI                                 | N.n.b.                                                                     | Bethesda Game Studios          |